# Escudo de la Ciudad del Vaticano
En el escudo del Estado de la Ciudad del Vaticano figuran, en un campo de gules, dos llaves entrecruzadas, una de plata, apuntando hacia la diestra, y la otra de oro, apuntando hacia la siniestra; ambas unidas con un cordón de gules o azur. Sobre las llaves, en el jefe aparece representada la tiara del pontífice. 
El escudo del Estado Vaticano, aparece regulado en la Ley fundamental del Estado de la Ciudad del Vaticano, de 26 de noviembre de 2000.
Las llaves entrecruzadas son las llaves de San Pedro, en alusión directa a las palabras de Jesucristo en el Evangelio de Mateo:

Y yo te digo: «Tú eres Pedro, y sobre esta piedra edificaré mi iglesia, y el poder de la Muerte no prevalecerá contra ella. Yo te daré las llaves del Reino de los Cielos. Todo lo que ates en la tierra, quedará atado en el cielo, y todo lo que desates en la tierra, quedará desatado en el cielo».
Evangelio de Mateo 16:18-19

El pasaje de Mateo presenta un antecedente en el Antiguo Testamento, en un pasaje del Libro de Isaías:

«Pondré la llave de la casa de David sobre su hombro; abrirá, y nadie cerrará, cerrará, y nadie abrirá.»
Libro de Isaías 22:22

En el escudo, la llave de oro representa al poder espiritual de la Iglesia católica y la de plata su poder temporal. El cordón es el símbolo del vínculo entre los dos poderes. Las llaves son, desde el siglo XIV, símbolo de la Santa Sede.
La tiara está compuesta por tres coronas que representan las atribuciones del papa como “pastor”, “maestro” y “supremo sacerdote” de la Iglesia.